# Hács
Hács là một thị trấn thuộc hạt Somogy, Hungary. Thị trấn này có diện tích 21,28 km², dân số năm 2010 là 383 người, mật độ 18 người/km².